# GSC9021-1280
GSC9021-1280 — хімічно пекулярна зоря спектрального класу A, що має видиму зоряну величину в смузі V приблизно 10,2.